# Gauliga Württemberg 1941/42
Die Gauliga Württemberg 1941/42 war die neunte Spielzeit der Gauliga Württemberg (offiziell: Bereichsklasse Württemberg) im Fußball. Die Entscheidung fiel im direkten Duell der Stuttgarter Lokalrivalen kurz vor Saisonende, in dem die Degerlocher die Cannstatter vor 8000 Zuschauern in der Adolf-Hitler-Kampfbahn mit 2:1 besiegten und damit in der Tabelle uneinholbar davonzogen. Die Stuttgarter Kickers sicherten sich ihren vierten Meistertitel in Folge schließlich mit fünf Punkten Vorsprung auf die Mannschaft des VfB Stuttgart. Sie qualifizierten sich damit für die Endrunde um die deutsche Meisterschaft und schieden dort bereits nach der Qualifikationsrunde aus. Die Abstiegsränge belegten der SSV Ulm und der Stuttgarter SC. Aus den Bezirksligen stiegen der SSV Reutlingen und Union Böckingen auf.

## Kreuztabelle
Die Kreuztabelle stellt die Ergebnisse aller Spiele dieser Saison dar. Die Heimmannschaft ist in der linken Spalte, die Gastmannschaft in der oberen Zeile aufgelistet.
| 1941/42                | Stuttgarter Kickers | VfB Stuttgart | Sportfreunde Stuttgart | VfR Heilbronn | TSG Ulm 1846 | VfR Aalen | SV Feuerbach | VfB Friedrichshafen | 1. SSV Ulm | Stuttgarter SC |
| ---------------------- | ------------------- | ------------- | ---------------------- | ------------- | ------------ | --------- | ------------ | ------------------- | ---------- | -------------- |
| Stuttgarter Kickers    |                     | 1:3           | 5:1                    | 8:3           | 12:0         | 1:0       | 6:0          | 11:1                | 7:0        | 11:0           |
| VfB Stuttgart          | 1:2                 |               | 3:2                    | 2:2           | 5:1          | 1:0       | 2:0          | 2:1                 | 9:2        | 2:3            |
| Sportfreunde Stuttgart | 1:5                 | 3:1           |                        | 3:1           | 3:2          | 4:3       | 7:3          | 2:0                 | 0:3        | 6:0            |
| VfR Heilbronn          | 3:4                 | 2:3           | 2:3                    |               | 2:2          | 2:1       | 2:0          | 2:1                 | 4:1        | 4:0            |
| TSG Ulm 1846           | 0:5                 | 4:3           | 2:5                    | 1:5           |              | 1:1       | 1:2          | 4:0                 | 3:2        | 4:2            |
| VfR Aalen              | 0:4                 | 1:3           | 5:2                    | 2:0           | 1:5          |           | 2:2          | 3:0                 | 3:0        | 3:1            |
| SV Feuerbach           | 0:7                 | 0:3           | 1:1                    | 4:2           | 2:3          | 2:0       |              | 1:3                 | 0:0*       | 2:1            |
| VfB Friedrichshafen    | 0:3                 | 1:3           | 1:3                    | 4:1           | 2:0          | 1:0       | 2:0          |                     | 0:2        | 4:1            |
| 1. SSV Ulm             | 1:2                 | 0:5           | 0:3                    | 3:3           | 1:1          | 0:2       | 4:3          | 2:2                 |            | 3:0            |
| Stuttgarter SC         | 1:5                 | 1:5           | 1:4                    | 2:5           | 2:3          | 0:2       | 0:2          | 2:2                 | 1:1        |                |

* Dieses Spiel wurde mit 0:0 als Sieg für Feuerbach gewertet.

## Abschlusstabelle
| Pl. | Verein                  | Sp. | S  | U | N  | Tore    | Quote | Punkte |
| --- | ----------------------- | --- | -- | - | -- | ------- | ----- | ------ |
| 1.  | Stuttgarter Kickers (M) | 18  | 17 | 0 | 1  | 099:150 | 6,60  | 34:20  |
| 2.  | VfB Stuttgart           | 18  | 14 | 1 | 3  | 058:240 | 2,42  | 29:70  |
| 3.  | Sportfreunde Stuttgart  | 18  | 11 | 1 | 6  | 051:400 | 1,28  | 23:13  |
| 4.  | VfR Heilbronn (N)       | 18  | 7  | 3 | 8  | 045:440 | 1,02  | 17:19  |
| 5.  | TSG Ulm 1846            | 18  | 7  | 3 | 8  | 037:550 | 0,67  | 17:19  |
| 6.  | VfR Aalen               | 18  | 7  | 2 | 9  | 029:300 | 0,97  | 16:20  |
| 7.  | SV Feuerbach            | 18  | 6  | 3 | 9  | 026:460 | 0,57  | 15:21  |
| 8.  | VfB Friedrichshafen (N) | 18  | 5  | 3 | 10 | 026:440 | 0,59  | 13:23  |
| 9.  | SSV Ulm                 | 18  | 4  | 4 | 10 | 025:480 | 0,52  | 12:24  |
| 10. | Stuttgarter SC          | 18  | 1  | 2 | 15 | 038:880 | 0,43  | 04:32  |

| (M) | Titelverteidiger               |
| (N) | Aufsteiger aus der Bezirksliga |

## Aufstiegsrunde

### Gruppe I
| Platz | Verein              | Spiele | Tore  | Quote | Punkte |
| ----- | ------------------- | ------ | ----- | ----- | ------ |
| 1.    | Union Böckingen     | 4      | 17:60 | 2,83  | 7:1    |
| 2.    | FV Zuffenhausen     | 4      | 14:70 | 2,00  | 5:3    |
| 3.    | SpVgg 08 Schramberg | 4      | 04:22 | 0,18  | 0:8    |

### Gruppe II
| Platz | Verein            | Spiele | Tore | Quote | Punkte |
| ----- | ----------------- | ------ | ---- | ----- | ------ |
| 1.    | SSV Reutlingen 05 | 4      | 8:3  | 2,67  | 7:1    |
| 2.    | TSV Fischbach     | 3      | 4:6  | 0,67  | 2:4    |
| 3.    | VfB Oberesslingen | 3      | 4:7  | 0,57  | 1:5    |